# Teateråret 1956

## Händelser

### Okänt datum
- Stockholms stadsteater AB bildas.
- Kar de Mumma förvandlade Folkan till sin fasta revyscen.
- Louise (Ise) Mossing blir chef för Marsyasteatern vid Österlånggatan 13 i Stockholm.

## Priser och utmärkelser
- O'Neill-stipendiet instiftas, priset tilldelas Inga Tidblad och Lars Hanson.
- Thaliapriset tilldelas skådespelaren Ulf Palme

## Årets uppsättningar

### Februari
- 10 februari - Eugene O'Neills drama Lång dags färd mot natt uruppförs enligt författarens testamente på Dramaten i Stockholm i regi av Bengt Ekerot. I dramat om familjen Tyrone spelar Inga Tidblad modern och Lars Hanson fadern [1]. Jarl Kulle är också med och spelar pjäsen [2].

### April
- 18 april – den i Jugoslavien förbjudna pjäsen Kralj Gordogan av exilförfattaren och surrealisten Radovan Ivšić sänds i fransk radio som Le roi Gordogane.

### December
- 14 december - Karl-Birger Blomdahls opera "Aniara" efter Harry Martinsons versepos uppförs i SR. Den skapar starka reaktioner efter våldsam debatt om modern konstmusik [1].

### Okänt datum
- Scenpremiär för Folk och rövare i Kamomilla stad på Nationalteatret i Oslo.[3]
- Hilding Rosenberg och Bertil Malmberg opera Porträttet uppfördes sceniskt på Kungliga Operan i Stockholm
- Pablo Picassos surrealistiska pjäs Åtrån fångad i svansen uruppförs på tyska, i Paul Celans tolkning, vid schweiziska Kleintheater Bern i Bern med Meret Oppenheim som en drivande kraft. Förutom att spela med, svarade hon för en bearbetning för scen av texten, liksom för kostym och mask.

## Födda
- 9 juli – Jörgen Düberg, svensk skådespelare.

## Avlidna
- 2 februari – Axel Frische, 78, dansk dramatiker och författare.

### Fotnoter
1. 1 2  Sverige 1900-talet – 1956, NE, Bra Böcker, 2000
2. ↑  100 år med Aftonbladet – 1956, 1999
3. ↑  Palm Anders, Stenström Johan, red (1999). Barnens svenska sångbok. Stockholm: Bonnier. Libris 8345222. ISBN 91-0-057050-8 (inb.)